# Mausoleum Hüncken

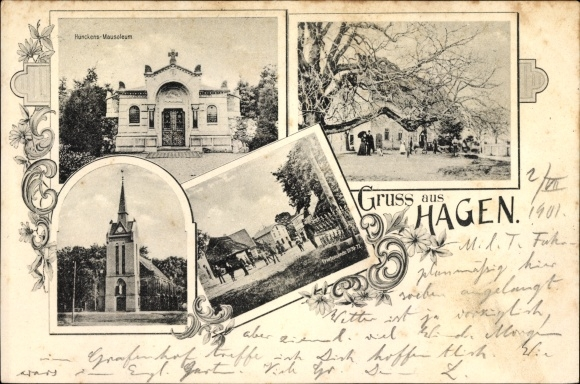
Mausoleum Hücken Postkarte vor 1901

Das Mausoleum Hüncken in der niedersächsischen Gemeinde Hagen im Bremischen, in einem östlich des Friedhofs gelegenen Waldstück nordwestlich des Ortes an der Friedhofstraße, im Landkreis Cuxhaven, stammt vom Ende des 19. Jahrhunderts.
Das Gebäude steht unter Denkmalschutz (siehe auch Liste der Baudenkmale in Hagen im Bremischen).

## Geschichte
Der historisierende Backsteinbau mit aufwändiger Sandsteinfassade, übergiebeltem Portal von zwei Marmorsäulen getragen, mit Satteldach, mit einer halbkreisförmigen Trockenmauer als Einfassung versehen, wurde 1886 nach Plänen des Architekten Otto Goetze (Hannover) als Mausoleum für die Familie des Gutsbesitzers Arend Hüncken gebaut.
Das Landesdenkmalamt befand u. a.: „… Erhaltung aus geschichtlichen und künstlerischen Gründen sowohl bezüglich des ortsgeschichtlichen und gebäudetypischen als auch - im Hinblick auf die Familie des Gutsbesitzers Arend Hüncken …“
Die Villa Hüncken steht in Hagen, Amtsdamm 31.
Der Architekt Götze plante weitgehend in Hannover und vornehmlich Wohnhäuser, aber auch kurz zuvor die Kirche St. Nikolaus im benachbarten Uthlede.